# Joseph Sunder
Joseph Richard Sunder (Jeannette, 18 maggio 1989) è un pallavolista statunitense.
Gioca nel ruolo di schiacciatore nel Galatasaray Spor Kulübü.

## Carriera
La carriera di Joseph Sunder inizia a livello scolastico con la formazione della Hempfield Area High School, con la quale gioca dal 2003 al 2007; contemporaneamente gioca anche a livello di club, vestendo la maglia del Pittsburgh Elite Volleyball Club; fa anche parte delle selezioni giovanili statunitensi, vincendo la medaglia di bronzo al campionato nordamericano Under-21 2008. In seguito continua a giocare a livello universitario con la Pennsylvania State University, prendendo parte alla NCAA Division I dal 2008 al 2012: dopo aver saltato la prima stagione, nelle quattro successive raggiunge sempre la Final 4 NCAA, fermandosi in tre occasioni in semifinale e raggiungendo la finale del 2010, dove però perde contro la Stanford University; raccoglie inoltre diversi riconoscimenti individuali nel corso della sua carriera universitaria.
Nella stagione 2012-13 inizia la carriera professionistica giocando nella Extraliga slovacca col Volley Team Bratislava, club col quale vince lo scudetto e la Coppa di Slovacchia. Nella stagione successiva gioca invece nella 1. Bundesliga tedesca col Turnverein Bühl Volleyball. Cambia poi nuovamente maglia nel campionato 2014-15, giocando nella Superlega italiana con la Sir Safety Perugia. Nella stagione 2015 approda nella Liga Superior portoricana coi Plataneros de Corozal; nel gennaio 2016, al termine degli impegni in Porto Rico, approda al Galatasaray Spor Kulübü, club della Voleybol 1. Ligi turca col quale termina l'annata.

## Palmarès

### Club
- Campionato slovacco: 1

2012-13
- Coppa di Slovacchia: 1

2012-13

### Nazionale (competizioni minori)
- Campionato nordamericano Under-21 2008

### Premi individuali
- 2010 - Division I NCAA statunitense: Palo Alto National All-Tournament Team
- 2011 - All-America First Team
- 2011 - Division I NCAA statunitense: University Park National All-Tournament Team
- 2012 - All-America Second Team
- 2012 - Division I NCAA statunitense: Los Angeles National All-Tournament Team